# اردمشت
دژ اردمشت (اَ دُ مُ) قلعه‌ای استوار و بزرگ است که بر ساحل شرقی دجله و نزدیک موصل واقع شده و کوه جودی هم در جوار آن است. یاقوت حموی در معجم البلدان می‌نویسد: قلعه دیر زعفران هم در زیر (جنوب) آن واقع شده‌است.

## قیام علیه خلیفه معتضد
در زمان خلافت معتضد عباسی، اهالی قلعه علیه او عصیان کردند و داخل آن متحصن شدند. خلیفه خودش قصد آنجا کرد و مردمان پس از مقاومت بسیار، قلعه را به معتضد تسلیم کردند؛ اما قلعه به امرش تخریب شد. علت تخریبش گویا همین پایداری شدید اهل دژ در مقابل او بوده‌است.

## محبوس شدن ناصرالدوله
ناصرالدوله پس از وفات سیف الدوله دچار روانپریشی و ضعف عقل شد. پس از این بیماری، در سال ۳۵۶ ه‍.ق پسرش -ابو تغلب- او را از حکومت خلع و در قلعه اردمشت محبوس کرد. ناصرالدوله تا سال ۳۵۸ ه‍.ق (یعنی زمان وفاتش) در اردمشت ماند.

## بازسازی قلعه توسط امیر موصل
در زمان حکومت ابو تغلب -احمد بن حمدان- بر موصل، به امر او قلعه اردمشت بازسازی شد.

## تسلط مملوکان بر دژ
به گفته یاقوت، در زمان حکومت «بدرالدین لؤلؤ مملوک نورالدین مسعود بن عزالدین بن قطب الدین بن زنگی» بر موصل، قلعه اردمشت نیز تحت حکومت او قرار گرفت.